# Malick Mane
Malick Mane (* 14. Oktober 1988) ist ein senegalesischer Fußballspieler.

## Karriere
Seine Profikarriere begann der Stürmer in seinem Heimatland bei Casa Sports. 2008 folgte der Wechsel nach Norwegen zu Sandefjord Fotball. 2011 wurde er an den kasachischen Verein FK Aqtöbe ausgeliehen.